# Carolina Costa
Carolina Costa (Messina, 25 agosto 1994) è una judoka italiana, successivamente campionessa europea paralimpica e bronzo mondiale nel judo ipovedenti.

## Biografia
Figlia del maestro siciliano di judo e presidente della Confederazione Italiana Kendo Franco Costa, deceduto nel 2006, e dell'ex atleta olimpica di lotta libera Katarzyna Juszczak, Carolina Costa inizia la sua carriera di judoka in un modo molto promettente con tanti risultati brillanti anche a livello assoluto, come un secondo posto ai campionati italiani assoluti.
Nel 2016, all'età di 22 anni le viene diagnosticato il cheratocono, una malattia degenerativa che se presa in giovane età può portare alla cecità progressiva, quindi le prestazioni della Costa diminuiscono, diventa necessario passare allo sport paralimpico e qui tuttavia, come atleta paralimpica, ottiene ottimi risultati internazionali, come una medaglia di bronzo ai campionati del mondo e una medaglia d'oro ai campionati europei. Questi risultati le danno quasi la certezza di poter rappresentare l'Italia alle Paralimpiadi estive del 2020 a Tokyo.

## Palmarès
| Anno | Manifestazione            | Sede    | Evento | Risultato | Note  |
| ---- | ------------------------- | ------- | ------ | --------- | ----- |
| 2018 | Campionati del mondo IBSA | Lisbona | +70 kg | Bronzo    |       |
| 2019 | Campionati europei IBSA   | Genova  | +70 kg | Oro       | [ 2 ] |
| 2021 | Giochi paralimpici        | Tokyo   | +70 kg | Bronzo    |       |